# إيريكاه بادو
وإسمها الحقيقي إيريكاه أبي رايت (بالإنجليزية: Erykah Abi Wright)‏ وإسمها الفني إيريكاه بادو (بالإنجليزية: Erykah Badu)‏ وهي مغنية و كاتبة أغاني ومنتجة تسجيلات وناشطة وممثلة أمريكية ولدت في يوم 26 فبراير 1971 في مدينة دالاس، تكساس في الولايات المتحدة في 1997 أنتجت ألبوم لايف (ألبوم)، تشتهر إيريكاه بارتداء غطاء رأس ذو أصول أفريقية يسمى (التيجنون) احتفاءً بالثقافة الأفرو-أمريكية.

## روابط خارجية
- إيريكاه بادو على موقع IMDb (الإنجليزية)
- إيريكاه بادو على موقع الموسوعة البريطانية (الإنجليزية)
- إيريكاه بادو على موقع روتن توميتوز (الإنجليزية)
- إيريكاه بادو على موقع ألو سيني (الفرنسية)
- إيريكاه بادو على موقع ميوزك برينز (الإنجليزية)
- إيريكاه بادو على موقع رولينغ ستون (الإنجليزية)
- إيريكاه بادو على موقع رولينغ ستون (الإنجليزية)
- إيريكاه بادو على موقع إن إن دي بي (الإنجليزية)
- إيريكاه بادو على موقع أول ميوزيك (الإنجليزية)
- إيريكاه بادو على موقع ديسكوغز (الإنجليزية)
- إيريكاه بادو على موقع ديسكوغز (الإنجليزية)